# Caixeiro-viajante

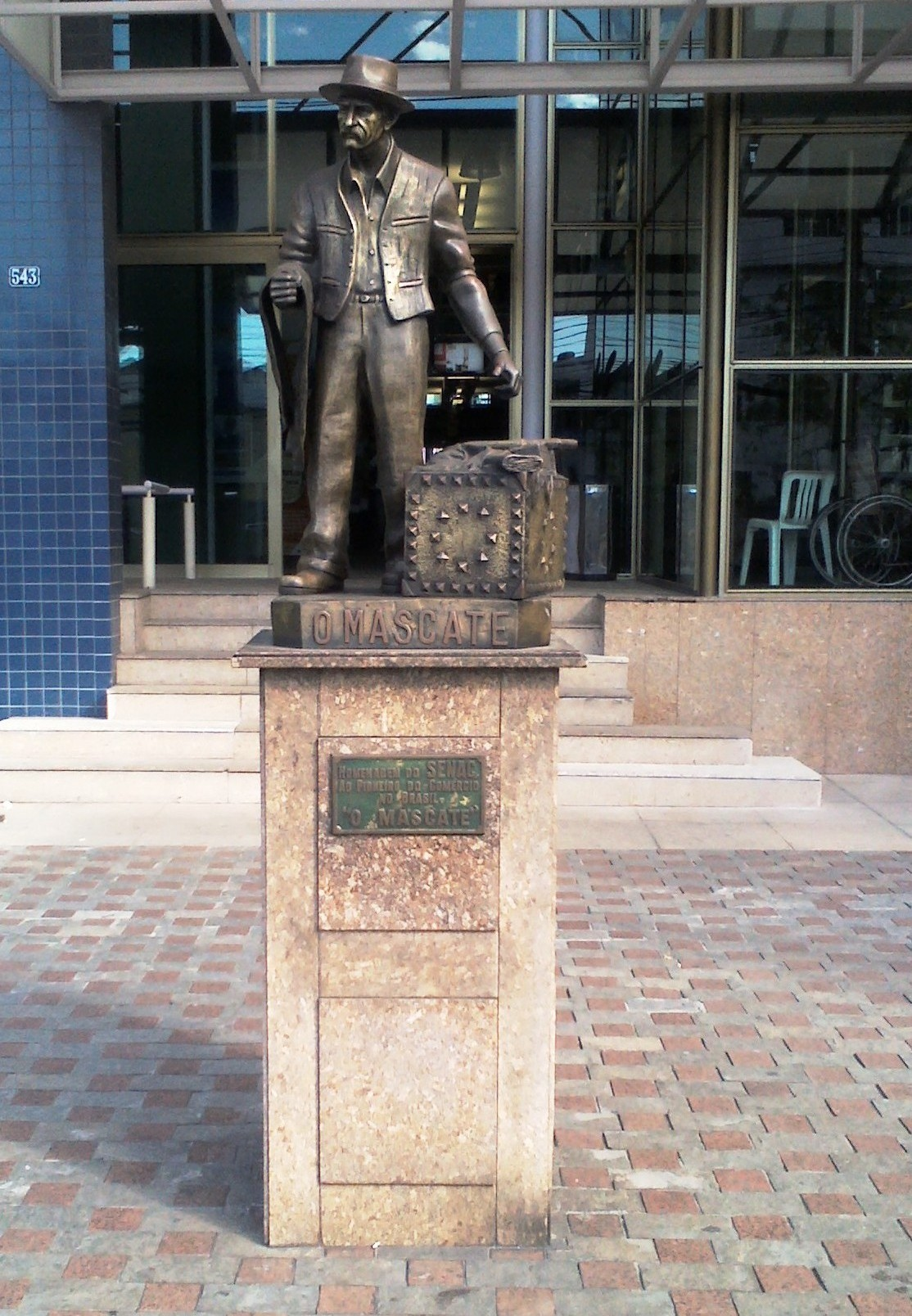
"O Mascate", SENAC/RJ Centro Politécnico.

O caixeiro-viajante é o mercador ambulante que vende produtos fora das regiões onde eles são produzidos, isto é, que percorre as ruas e estradas a vender seus produtos, principalmente manufaturados. Uma antiga profissão, tornou-se fundamental em uma época em que não havia facilidade do transporte entre cidades; os caixeiros-viajantes eram então a única forma de transportar produtos entre diferentes regiões fora das grandes cidades. 
No Brasil, esse profissional, sobretudo aqueles que vendem seus produtos de "porta a porta", também é conhecido como mascate (do árabe el-matrac), uma referência aos portugueses que, auxiliados pelos libaneses cristãos, tomaram a cidade de Mascate (no atual Omã), em 1507, e a adentraram comercializando mercadorias. Em um período posterior, devido à associação da atividade com imigrantes árabes no Brasil, esses profissional também ganhou outras nomenclaturas regionais, como turco da prestação.

## Origem e atividade
Embora o vocábulo seja utilizado em Portugal com o mesmo significado, o nome "mascate" ficou sempre associado à imigração árabe no Brasil, resultante do grande contingente de imigrantes proveniente do Líbano e da Síria que se dedicaram a esta actividade. Em menor número chegaram também ao Brasil imigrantes de outros pontos do antigo Império Otomano, como Turquia, Palestina, Egito, Jordânia e Iraque. Como tinham sotaque eram nomeados  “turcos da prestação”, pois naquela época o Império Turco-Otomano controlava boa parte do Oriente Médio. Como os imigrantes destes países vinham com a nacionalidade turca em seus documentos, ficaram conhecidos popularmente por este nome.
A mascateação introduziu inovações que, hoje são  traços marcantes do comércio popular, como as práticas da alta rotatividade e alta quantidade de mercadorias vendidas, das promoções e das liquidações. Inicialmente os mascates visitavam as cidades interior e as fazendas de café, levando apenas miudezas e bijuterias. Com o tempo e o aumento do capital, começaram também a oferecer tecidos, roupas prontas e outros artigos.

## Mascates no Recife
Mascate foi também a alcunha depreciativa dada antigamente aos portugueses do Recife pelos portugueses de Olinda, de onde se originou o nome à Guerra dos Mascates, iniciada em 1710, em Pernambuco. No Recife, após a invasão holandesa, muitos comerciantes vindos de Portugal - chamados pejorativamente de "mascates" - estabelecem-se no Recife, trazendo prosperidade à vila. O desenvolvimento do Recife foi visto com desconfiança pelos olindenses, em grande parte formada por senhores de engenho em dificuldades econômicas. O conflito de interesses políticos e econômicos entre a nobreza açucareira pernambucana e os novos burgueses deu origem à Guerra dos Mascates (1710-1711), durante a qual o Recife foi palco de combates e cercos.

## Musterreiter
O caixeiro-viajante nas zonas bilíngues de alemão-português (ver Riograndenser Hunsrückisch) do sul do Brasil era reconhecido, em alemão, pelo nome de (der) Musterreiter.